# Allan Pettersson
Gustav Allan Pettersson (19 de septiembre de 1911 - 20 de junio de 1980) fue un compositor sueco, considerado uno de los más importantes sinfonistas del siglo XX en su país.

## Biografía
De extracción proletaria - su padre era herrero y alcohólico-, creció en la pobreza, en Estocolmo, donde vivió lo esencial de su vida. Decía de sí mismo: "No caí desde mi cuna sobre un piano, no pasé la infancia con un padre compositor… no, aprendí manejar el hierro candente con el martillo de un herrero. Mi padre era un herrero que había dicho no a Dios, pero sí al alcohol. Mi madre era una mujer devota que cantaba y jugaba con sus cuatro niños.»
En 1930, empezó a estudiar violín y viola, así como la armonía y el contrapunto, en el Real Conservatorio de Estocolmo. Se convirtió en un violista distinguido y empezó a escribir canciones y piezas para pequeños orquestas de cámara. A principios de la Segunda Guerra Mundial, estaba estudiando viola en París. Durante los años 1940, fue violinista en la Orquesta de la Sociedad de Conciertos de Estocolmo, y tomaba clases particulares de composición con Karl-Birger Blomdahl, Otto Olsson, René Leibowitz y Arthur Honegger. Sus composiciones durante este decenio se resumen en 24 canciones descalzas (1943-45) y un concierto para violín y cuarteto de cuerdas (1949).
A partir de los años cincuenta, abandonó la interpretación para dedicarse a la composición profesionalmente. 
En 1951, compuso la primera de sus sinfonías; las otras seguirán rápidamente. También en 1951, estudió composición en París, con René Leibowitz y Arthur Honegger. Regresó a Suecia en 1953; en ese mismo año, se le diagnosticó una poliartritis. A la terminación de su 5.ª sinfonía (1962), tanto su salud como su facultad para moverse estaban seriamente comprometidas. Su mayor éxito vino algunos años más tarde, con su Séptima sinfonía (1966-1967), que es ahora la más interpretada de sus obras. El director de orquesta Antal Doráti encargó muchas de sus sinfonías y contribuyó a establecer su notoriedad durante los años setenta.
Allan Pettersson estuvo hospitalizado durante nueve meses en 1970, justo después de la composición de su novena - y más larga - sinfonía, y empezó a escribir su 10.ª sinfonía en su cama de hospital. Cabe destacar la similitud de circunstancias de composición con la composición de la 15.ª sinfonía de Dmitri Shostakóvich, que le es totalmente contemporánea. La difusión de registro de su Séptima Sinfonía (con Antal Doráti dirigiendo la Filarmónica de Estocolmo) fue un verdadero acontecimiento que le garantizó un renombre internacional. Compuso la «Cantata Vox Humana» (1974), sobre los textos de poetas latinoamericanos, un concierto para violín y orquesta (1977-78) y otro para contratenor y orquesta (1979), la 12.ª Sinfonía para coro mixto y orquesta (1973) sobre poemas de Pablo Neruda, y una 16.ª Sinfonía (1979), que produce una parte solista de saxofón especialmente virtuoso. Comenzó también una 17.ª Sinfonía, pero falleció antes de poderla concluir.

## Estilo musical
La escritura musical de Pettersson es más bien tonal pero muy ardua, con muchas de las líneas polifónicas. La mayor parte de sus sinfonías fueron escritas de un único movimiento. De un carácter supremamente serio, a menudo disonante, su música alcanza niveles de violencia y de ferocidad, lo que se manifiesta especialmente en sus últimos obras, en los coros. La mayor parte de sus composiciones han sido grabadas y también están disponibles en partituras editadas. 
De personalidad muy atormentada y salud muy frágil, criado en la pobreza, músico de orquesta sin gran relieve, ha dejado obras coléricas y/o desesperadas, de una rara violencia (sinfonías 10 y 11, escritas en el túnel de la muerte » después de una hospitalización grave), o de una palpitante y fascinante oscuridad (el grupo central de las sinfonías n.º 6 a 9). 
Aparte de sus 16 sinfonías, entre sus obras destacan el ciclo de Canciones descalzas, los tres conciertos para cuerdas, siete sonatas para dos violines y la cantata Vox humana, sobre textos de poetas latinoamericanos. Su sinfonía n.º 12, Los muertos de la plaza, se basa en poemas de Pablo Neruda.
De entre sus otras sinfonías, la n.º 7, en un único movimiento, como casi todas las demás, fue probablemente la que le hizo convertirse en un compositor famoso en su país. Las disonancias crean en esta sinfonía tensiones tremendas que solo se resuelven en un episodio transitorio de calma y lirismo extremo. La sinfonía n.º 8 está estructurada en dos movimientos, tiene la influencia de Mahler. La n.º 10 es una obra breve de un dinamismo desatado, quizá una buena vía para entrar en la música de este compositor.
Aunque su música suena extremadamente "moderna" por el uso frecuente de disonancias y procedimientos atonales, Pettersson nunca se adscribió al dodecafonismo o al serialismo y su estilo de composición es sumamente personal.